# Cylindroiulus lagrecai
Cylindroiulus lagrecai är en mångfotingart som först beskrevs av Manfredi 1957.  Cylindroiulus lagrecai ingår i släktet Cylindroiulus och familjen kejsardubbelfotingar. Inga underarter finns listade i Catalogue of Life.